# Justine Cotsonas
Justine Cotsonas (* 31. Mai 1985 in Mineola, New York) ist eine US-amerikanische Schauspielerin.

## Leben und Karriere
Justine Cotsonas, die griechische Wurzeln hat, stammt aus der Stadt Mineola auf Long Island, in der sie mit einem Bruder aufwuchs. Ihre Großeltern waren griechische Staatsbürger. Cotsonas studierte Schauspiel an den Tisch School of the Arts in New York City, die sie mit dem Bachelor of Fine Arts abschloss. Direkt nach dem Abschluss wurde sie 2007 in der Seifenoper Jung und Leidenschaftlich – Wie das Leben so spielt in der Rolle der Sofie Duran besetzt, die ihre Schauspielrolle vor der Kamera darstellte.  Bis 2008 trat sie in der Rolle in mehr als 100 Episoden der langläufigen Serie auf.
Nach dem Ausstieg aus der Serie trat sie in Good Wife, Law & Order: Special Victims Unit und Nurse Jackie in Gastrollen auf. 2010 trat sie im Filmdrama Last Night als Maggie auf und wirkte darüber hinaus in der Rolle der Jasmin im Film Fünf Minarette in New York des türkischen Regisseurs Mahsun Kırmızıgül mit. 2011 spielte sie die Rolle der Rosaline in der Dramakomödie The Stand Up. In der Folge trat sie, neben Gastauftritten in Blue Bloods – Crime Scene New York, Elementary, Taxi Brooklyn, vor allem in Kurz- und Independentfilmen auf. Von 2017 bis 2019 trat sie in der Serie Sneaky Pete als Shannon in einer Nebenrolle auf. 2018 trat sie als Carla in der ersten Staffel der Serie Tell Me a Story auf. 2019 übernahm sie die Rolle der Vanessa im Film Above the Shadows. Ebenfalls 2019 übernahm sie eine Nebenrolle in der Serie The Code.

## Filmografie (Auswahl)
- 2007–2008: Jung und Leidenschaftlich – Wie das Leben so spielt (As the World Turns, Fernsehserie, 106 Episoden)
- 2008: Romance Languages (Kurzfilm)
- 2009: Lyubov v bolshom gorode
- 2010: Good Wife (The Good Wife, Fernsehserie, Episode 1x14)
- 2010: Law & Order: Special Victims Unit (Fernsehserie, Episode 11x21)
- 2010: Nurse Jackie (Fernsehserie, Episode 2x08)
- 2010: Last Night
- 2010: Fünf Minarette in New York (Five Minarets in New York)
- 2011: The Stand Up
- 2012: Rhymes with Banana
- 2012: Blue Bloods – Crime Scene New York (Blue Bloods, Fernsehserie, Episode 3x04)
- 2012: Gotham (Fernsehfilm)
- 2013: Syrup
- 2013: Elementary (Fernsehserie, Episode 1x24)
- 2013: Sa.TX
- 2014: Appropriate Behavior
- 2014: Taxi Brooklyn (Fernsehserie, 2 Episoden)
- 2015: Sharing (Fernsehfilm)
- 2016: Vineland
- 2016: Drew (Fernsehfilm)
- 2017–2019: Sneaky Pete (Fernsehserie, 15 Episoden)
- 2018: Tell Me a Story (Fernsehserie, 4 Episoden)
- 2018: Rebellious Children of the Unconscious
- 2019: Above the Shadows
- 2019: The Code (Fernsehserie, 9 Episoden)
- 2020: Prodigal Son – Der Mörder in Dir (Prodigal Son, Fernsehserie, Episode 1x16)